# ダイエー香里店
ダイエー香里店(ダイエーこおりてん)は大阪府寝屋川市に存在した大型商業施設(ショッピングセンター)である。ダイエー香里園店の名称でも親しまれた。

## 概要

### 日本初の郊外型の大型商業施設
日本初である郊外型の大型商業施設として1968年に開業した。フロアの面積は1Fは3,409m2、2階2,597m2、3階1,189m2、4階1,223m2となっているこの香里店の開業は地元商店街を発展に導くカギとなった（名称も香里ダイエー本通商店街となっている）。なお、日本初の大型商業施設はダイエー庄内店(現・グルメシティ庄内店)である。

### 経営不振による閉店
2005年2月に発表された不採算閉店リストに香里店もリストアップされ2005年8月31日に閉店した。
なお、この閉店により京阪バスの「ダイエースーパー」停留所を廃止した。
閉店後、建物は解体され跡地は東急不動産が買収しマンションを建設した。
ダイエー閉店後も香里ダイエー本通商店街はダイエーの名称を残している。

## フロア構成
| 階 | フロア概要                                                                | フロア概要               |
|    | ダイエー香里店                                                            | 専門店街                 |
| -- | ------------------------------------------------------------------------- | ------------------------ |
| 4F | 日用品・家電                                                              |                          |
| 3F | 紳士衣料                                                                  | 駐車場（屋上部）         |
| 2F | 婦人衣料・婦人肌着・靴下・子供衣料・子供肌着・服飾雑貨 ・ベビー・トドラー | レストラン街             |
| 1F | 食料品                                                                    | 服飾・書籍などの専門店街 |

東側に2階建ての専門店街があり西側には4階建てのダイエー香里店があった。両者は2階の通路でつながっていたが1階では行き来することができず、専門店街西側の入り口とダイエー南側入り口を行き来しなければならなかった。
駐車場は敷地西側の地上部のほか専門店街の屋上に設けられていた。専門店街屋上の駐車場へはダイエー側からの連絡通路はなかった。
このほかに、当店の西側にミスタードーナツが、同じく南側にドムドムハンバーガーが出店していた。
当店の閉店以降、寝屋川市内にダイエーの店舗が存在していなかったが、2022年10月22日に約4km南西の中神田町に食料品特化店舗として「寝屋川中神田店（北緯34度45分13.3秒 東経135度36分45.15秒）」が開店し、市内に「ダイエー」の屋号が17年ぶりに復活した。